# Water of Life Project
Water of Life Project (Russisch: Проект «Живая вода») was een Russische meidengroep en gelegenheidsformatie die deelnam aan het Junior Eurovisiesongfestival 2016.

## Geschiedenis
Zangeres Sofja Fisenko werd in 2015 gescout om deel uit te maken van de Igor Kroetoj Academy, een groot Russisch muziekagentschap. Hetzelfde muziekagentschap organiseert sinds 2015 de nationale Russische voorronde voor het Junior Eurovisiesongfestival. Fisenko kwam in contact met de Wit-Russische zangeres Rita Dakota, die het liedje Zjivaja voda (Russisch: Живая вода) voor haar schreef. Op 13 augustus 2016 won Fisenko met dat liedje de Russische nationale finale.
In de voorbereiding op het Junior Eurovisiesongfestival 2016 werd er door de Igor Kroetoj Academy een groep rond Sofja Fisenko heen gebouwd. De groep zou bestaan uit Aleksandra Abramejtseva, Madonna Abramova en Kristina Abramova. De act werd hernoemd naar Water of Life Project. De beslissing om rond Fisenko een groep te bouwen stuitte op kritiek zowel vanuit Rusland als internationaal. De nieuwe leden van de groep werden ervan beschuldigd dat ze via oligarchie in de groep waren gekomen. Fisenko bevestigde dit later.
Fisenko en de andere zangeressen vlogen naar Malta, waar het Junior Eurovisiesongfestival werd gehouden, in verschillende vliegtuigen. Fisenko had namelijk haar vliegtuig gemist en de rest van de delegatie had niet op haar en haar familie gewacht. Aan het einde van de puntentelling had de groep 202 punten, waarmee ze de vierde plaats bereikten. Na het Junior Eurovisiesongfestival viel de groep al snel uit elkaar.

## Toenmalige leden
- Sofja Joerjevna Fisenko (Novomoskovsk, 13 juni 2002) werd in Rusland bekend door haar deelname aan het eerste seizoen van Golos Deti, de Russische versie van The Voice Kids in 2013. Ze kwam in het team van Maksim Fadejev en werd uitgeschakeld tijdens Sing Off.[8] Ze werd in 2015 gescout door de Igor Kroetoj Academy.
- Aleksandra Abramejtseva (Moskou, 9 september 2003), ook bekend onder haar pseudoniem Aleksia, bracht al verschillende eigen singles naar buiten op jonge leeftijd. In 2015 deed ze auditie voor Detskaja novaja volna, de kinderversie van New Wave. Ze werd tijdens haar audities door de jury onderbroken, maar mocht opnieuw zingen omdat haar microfoon disfunctioneerde. Na het wisselen van microfoon werd ze na minder dan een halve minuut weer onderbroken omdat ze vals zong en werd vervolgens afgewezen.[9]
- Kristina Abramova (Jekaterinenburg, 2003) en Madonna Abramova (Jekaterinenburg, 2005)[10] zijn zussen die samen een zangduo vormen. In 2016 brachten zij hun debuutsingle Love uit. Ze hebben een contract met muziekagentschap AcademSTARS.[11]

2005: Vlad Kroetskich · 
2006: The Tolmachevy Twins · 
2007: Aleksandra Golovtsjenko · 
2008: Michail Poentov · 
2009: Jekaterina Rjabova · 
2010: Sasja Lazin & Liza Drozd · 
2011: Jekaterina Rjabova · 
2012: Lerika · 
2013: Dajana Kirillova · 
2014: Alisa Kozjikina · 
2015: Michail Smirnov · 
2016: Water of Life Project · 
2017: Polina Bogoesevitsj · 
2018: Anna Filiptsjoek · 
2019: Tatiana & Denberel · 
2020: Sofia Feskova · 
2021: Tanja Mezjentseva